# Мадярич, Марек
Марек Мадярич (словац. Marek Maďarič, род. 23 марта 1966 года, Братислава) — словацкий сценарист, литератор, государственный и политический деятель. В прошлом — депутат Национального совета Словакии (2010—2012, 2018—2020), министр культуры (2006—2010, 2012—2018).

## Ранние годы жизни, учёба и семья
Марек Мадярич родился 23 марта 1966 года в Братиславе. В период с 1984 по 1989 год учился по специальности «кино- и телевизионная драматургия и сценаристика» на факультете кино и телевидения Братиславской высшей школы исполнительского искусства. Марек Мадярич женат, супруга Зузана работает врачом.
Владеет английским и французским языками.

## Творческая карьера
В 1990—1993 годах был заведующим литературным творчеством в редакторском отделе литературно-драматического вещания Словацкого телевидения. В 1993-1996 годы был независимым сценаристом. В 1996—1997 годах снова работал на Словацком телевидении (заместителем главного редактора и главным редактором редакторского отдела литературно-драматического вещания). В 1999-2000 годы работал составителем рекламных текстов в рекламном агентстве «Istropolitana D´Arcy» («Истрополитана д’Арси»).
В период с 2002 по 2004 год был заместителем председателя Совета Словацкого телевидения.
В 2002—2006 годах Марек Мадярич был помощником депутата Национального Совета Словацкой Республики (а также занимался предпринимательской деятельностью в области медийного консультирования).
Подготовил и снял ряд художественных фильмов, являлся автором множества постановок, радио- и театральных спектаклей для Театра Андрея Багара, Театра Асторка Корзо’90, Театра Йозефа Грегора Таёвского в городе Зволене (спектакль «Вион»), Театра «Арена» (спектакль «Дама без камелий»).

## Политическая карьера
В 1988 году Марек Мадярич вступил в Коммунистическую партию Словакии (KSS). В 2000—2002 годах руководил отделом СМИ и прессы партии СМЕР. После ухода с поста заместителя председателя Совета Словацкого телевидения в 2004—2006 годах вновь занимал должность руководителя отдела СМИ и прессы партии СМЕР — социальная демократия, а также возглавлял избирательную комиссию. Заместителем председателя партии Марек Мадярич стал 30 сентября 2006 года.
В правительстве Роберта Фицо был министром культуры Словацкой Республики. 4 июля 2006 года сменил на посту министра культуры Словацкой Республики Рудольфа Хмеля. В 2010—2012 годах был депутатом Национального совета Словацкой Республики от партии СМЕР — социальная демократия. Повторно стал министром культуры Словакии 4 апреля 2012 года, сменив на этом посту Даниэля Крайцера. Его место в Национальном совете заняла Мария Яникова (словац. Mária Janíková). В третий раз занял пост министра культуры 23 марта 2016 года. Ушёл в отставку 5 марта 2018 года после убийства журналиста Яна Куцяка. 7 марта стал депутатом Национального совета, сменив Марию Яникову.